# Ровередо-ді-Гуа
Ровередо-ді-Гуа, Ровередо-ді-Ґуа (італ. Roveredo di Guà, вен. Roveredo de Guà) — муніципалітет в Італії, у регіоні Венето,  провінція Верона.
Ровередо-ді-Гуа розташоване на відстані близько 390 км на північ від Рима, 75 км на захід від Венеції, 45 км на південний схід від Верони.
Населення — 1566 осіб (2014).
Щорічний фестиваль відбувається 29 червня. Покровитель — святий Петро.

## Демографія
Населення за роками:

Станом на 1 січня 2023 року в муніципалітеті офіційно проживали 183 іноземці з 16 країн, серед них 22 громадяни країн Євросоюзу та 1 громадянин України.

## Сусідні муніципалітети
- Колонья-Венета
- Монтаньяна
- Пояна-Маджоре
- Прессана